# Júlio Pamplona Corte Real
Júlio Pamplona Corte Real (Angra do Heroísmo, 15 de Setembro de 1811 — ?, 1871) foi um militar do Exército Português que se distinguiu durante as Guerras Liberais. 

## Biografia
Foi filho de Agapito Pamplona Rodovalho, e de D. Maria Narcisa Barcelos Pamplona e irmão de Militão Pamplona Corte Real e Joaquim Maria Pamplona Corte Real, militares do exército português.
Assentou praça em 20 de Dezembro de 1828, como voluntário, no Batalhão de Caçadores n.º 5. Em 5 de Outubro de 1832 foi elevado a cadete e a alferes a 30 do mesmo mês e ano.
Em 24 de Julho de 1834 foi nomeado tenente e colocado na Companhia de Caçadores n.º 1, passando em 5 de Agosto de 1844, como capitão, para a Companhia de Caçadores n.° 4.
Estando na ilha de São Miguel aderiu à Revolução de 1846, pagando a 3.ª secção do Exército em 20 de Junho de 1847. 
Reformou-se em major, e foi condecorado com o hábito da Ordem de Avis e medalha n.º 7 das Campanhas da Liberdade.

## Tomou parte nas seguintes batalhas e combates

### Campanha dos Açores
- Defesa da ilha Terceira,
- combate da Calheta, ilha de São Jorge,
- Combate da Ladeira da Velha, na ilha de São Miguel.

### Cerco do Porto
- Reconhecimento de Valongo em 22 de Julho de 1832,
- Batalha de Ponte Ferreira,
- Reconhecimento de Souto Redondo em 7 de Agosto, onde foi gravemente ferido,
- acção sobre a Estrada do Cativo e Valongo em 11 de Novembro,
- acção sobre Lordelo e Campanhã,
- acções de 5 e 25 de Julho nas Linhas interiores do Porto

### Conquista de Lisboa
- Combate de Leiria,
- Combate de Torres Novas,
- acção de Pernes,
- Batalha de Almoster e 18 de Fevereiro de 1834.